# Аспарух Панов
Аспарух Аспарухов Панов е български политик.

## Биография
Аспарух Панов е роден на 20 октомври 1949 г. в София. Завършва химия в Софийския университет „Св. Климент Охридски“ през 1973 г. До 1990 г. работи като научен сътрудник в БАН и публикува десетки публикации в международни списания. От 1989 г. е член на Радикалдемократическата партия и е неин заместник-председател до 1996 г.
От 1991 до 1994 г. е член на Националния координационен съвет на СДС, а от 1993 до 1994 г. и негов заместник-председател с ресор външна политика и международни отношения. От 1991 до 1994 г. е депутат в XXXVI народно събрание. Председател на групата за приятелство с германския Бундестаг. От 1994 до 1996 г. е вицепрезидент на Либералния интернационал. Бил е ръководител на българската делегация в Парламентарната асамблея на Съвета на Европа, вицепрезидент на асамблеята от 1992 до 1993 г. и на либералната ѝ група. През 2007 г. е кандидат от листата на НДСВ в изборите за членове на Европейския парламент. От 1998 г. до 2013 г. работи във фондация „Фридрих Науман“. Участвал е в реализирането на проекти на фондацията в България, Македония и страните от южен Кавказ. Председател е на Управителния съвет на Института за либерални изследвания. Член е на Управителния съвет на Българо–германския форум и на фондация „Балкански политически клуб“.
От февруари 2014 г. е председател на клуб „Либерално общество“. Автор е на редица публикации в периодичния печат в областта на политическата система, международните отношения и човешките права.